# Chiretolpis bicolorata
Chiretolpis bicolorata är en fjärilsart som beskrevs av Arnold Pagenstecher 1900. Chiretolpis bicolorata ingår i släktet Chiretolpis och familjen björnspinnare. Inga underarter finns listade i Catalogue of Life.